# RFU Championship 1991-92
La RFU Championship 1991-92 fue la quinta edición del torneo de segunda división de rugby de Inglaterra.

## Sistema de disputa
Los equipos se enfrentaran todos contra todos en una sola ronda, totalizando 12 partidos en la fase regular.

## Clasificación
| Pos. | Equipo              | Encuentros | Encuentros | Encuentros | Encuentros | Tantos | Tantos | Tantos | Puntos |
| Pos. | Equipo              | PJ         | PG         | PE         | PP         | F      | C      | Dif    | Puntos |
| ---- | ------------------- | ---------- | ---------- | ---------- | ---------- | ------ | ------ | ------ | ------ |
| 1    | London Scottish     | 12         | 11         | 0          | 1          | 304    | 130    | 174    | 22     |
| 2    | West Hartlepool RFC | 12         | 11         | 0          | 1          | 244    | 89     | 155    | 22     |
| 3    | Waterloo RFC        | 12         | 8          | 0          | 4          | 206    | 184    | 22     | 16     |
| 4    | Newcastle Gosforth  | 12         | 7          | 0          | 5          | 371    | 140    | 231    | 14     |
| 5    | Wakefield RFC       | 12         | 7          | 0          | 5          | 187    | 194    | −7     | 14     |
| 6    | Coventry RFC        | 12         | 7          | 0          | 5          | 187    | 196    | −9     | 12     |
| 7    | Moseley RFC         | 12         | 6          | 0          | 6          | 215    | 196    | 19     | 12     |
| 8    | Sale                | 12         | 6          | 0          | 6          | 204    | 209    | −5     | 10     |
| 9    | Morley RFC          | 12         | 4          | 0          | 8          | 171    | 202    | −31    | 8      |
| 10   | Bedford             | 12         | 4          | 0          | 8          | 168    | 204    | −36    | 8      |
| 11   | Blackheath FC       | 12         | 4          | 0          | 8          | 140    | 266    | −126   | 8      |
| 12   | Plymouth Albion     | 12         | 3          | 0          | 9          | 153    | 209    | −56    | 6      |
| 13   | Liverpool St Helens | 12         | 0          | 0          | 12         | 87     | 418    | −231   | 0      |

|  | Campeón.                            |
|  | Descendidos a la National League 1. |

| Bandera de Inglaterra   |
| Campeón London Scottish |
| Primer título           |